# Paweł Wieczorek (piłkarz)
Paweł Wieczorek (ur. 25 stycznia 1955 w Piekarach Śląskich) – polski piłkarz, występujący na pozycji napastnika.

## Kariera
Jest wychowankiem Orkanu Dąbrówka Wielka. W 1973 roku przeszedł do drugoligowego Milenium Wojkowice. Od 1976 roku reprezentował barwy Wisłoki Dębica, natomiast w 1980 roku został piłkarzem Polonii Bytom. Z klubem tym w sezonie 1985/1986 wywalczył awans do I ligi. Na tym poziomie w sezonie 1986/1987 rozegrał 27 meczów, strzelając trzy gole (w meczach z Lechem Poznań, ŁKS Łódź i Olimpią Poznań). W 1987 roku przeszedł do australijskiego klubu Polonia Adelaide SC, gdzie dwa lata później zakończył karierę piłkarską.